# شبکه قاب (فریم‌نت)
شبکه قاب (به انگلیسی: FrameNet) یا فریم‌نت، پروژه‌ای در مؤسسه علوم رایانه بین‌المللی در برکلی، کالیفرنیا است، که منابع الکترونیکی را بر اساس یک نظریه معنایی که معناشناسی قاب نام دارد، می‌سازد. برای مثال، شبکه قاب آشکار می‌سازد که جمله «جعفر یک ماشین به مریم فروخت» در اساس یک وضعیت اساسی (قاب معنایی) مشابه را با «مریم یک ماشین از جعفر خرید» (تنها با یک دیدگاه متفاوت) توصیف می‌کند. یک «قاب معنایی» را می‌توان به صورت یک ساختار مفهومی در نظر گرفت که یک واقعه، رابطه، یا شیی و مشارکت کنندگان در آن ساختار را توصیف می‌کند. پایگاه داده واژگانی شبکه قاب شامل بیش از ۱٬۲۰۰ «قاب معنایی»، ۱۳٬۰۰۰ «واحد واژگانی» (جفت سازی واژه با معنای آن؛ واژه‌های چندمعنایی توسط چندین واحد واژگانی نمایش می‌یابند) و ۲۰۲٬۰۰۰ «جمله مثال» می‌باشد. شبکه قاب به صورت گسترده توسط چارلز جی. فیلمور ساخته شده‌است، فیلمور نظریهٔ «معناشناسی قاب» را ایجاد کرد، که پروژه بر اساس آن می‌باشد، و ایشان در موقع شروع پروژه در سال ۱۹۹۷، رهبر پروژه بودند. کولین بیکر در سال ۲۰۰۰ مدیر این پروژه شد. پروژه شبکه قاب هم در زبان‌شناسی و هم در پردازش زبان طبیعی تأثیر گذار بوده‌است، که در نهایت منجر به فعالیت خودکار برچسب‌گذاری نقش معنایی شد.

## مفاهیم

### قاب
یک قاب (به انگلیسی: Frame) یک نمایش طرح‌واره ای از یک وضعیت است، که مشارکت کنندگان مختلف، پشتیبان‌ها، و دیگر نقش‌های مفهومی را درگیر می‌کند. یک مثال از شبکه قاب Being_born و Locative_relation می‌باشد. یک قاب در «شبکه قاب» شامل یک توصیف متنی از چیزی که نمایش می‌دهد (یک توصیف قاب)، عناصر قاب مرتبط، واحدهای واژگانی، جمله‌های مثال، و رابطه‌های قاب-به-قاب است.

### عناصر قاب
عناصر قاب (به انگلیسی: Frame elements) با کوته‌نوشت FE برای ساختار معنایی یک جمله، اطلاعات اضافی تهیه می‌بیند. هر قاب، تعدادی FE هسته‌ای و غیر هسته‌ای دارد، که می‌توان به صورت نقش‌های معنایی آنها را در نظر گرفت. FEهای هسته ای برای معنای قاب اساسی می‌باشند، در حالیکه FEهای غیر هسته‌ای معمولاً توصیفی‌اند (مثل زمان، مکان، حالت، و غیره).
بعضی از مثال‌ها شامل:
- تنها FE هسته‌ای قاب Being_born ، عنصر Child نام دارد؛ FEهای غیر هسته‌ای شامل Time، Place، Relatives، و غیره می‌باشد.[۵]
- FE هسته‌ای برای قاب Commerce_goods-transfer شامل Seller، Buyer، Goods از بین بقیه عناصر می‌باشد، در حالیکه FEهای غیر هسته‌ای شامل Place، Purpose و غیره است.[۶]

«شبکه قاب» شامل «داده کم‌عمق» در نقش‌های معنایی است که «عناصر قاب» در جمله‌های مثال بازی می‌کنند. برای مثال، برای در جمله‌ای مثل «او تقریباً در سال ۴۶۰ پس از میلاد متولد شد»، شبکه قاب، «او» را به صورت عبارت اسمی نشان‌گذاری می‌کند، که به عنصر Child FE ارجاع می‌کند، و «در سال ۴۶۰ پس از میلاد» به صورت یک عبارت اسمی متناظر با عنصر قاب Time نشان‌گذاری می‌شود. جزییات آنکه چگونه «عناصر قاب» می‌توانند در یک جمله تشخیص داده شوند، مهم است زیرا این موضوع اطلاعات مهمی دربارهٔ قاب‌های زیرطبقه‌بندی آشکار می‌سازد، و همچنین اطلاعات مهمی دربارهٔ نوع دیگر مورب از نظر نظری ممکن (مثلاً «جعفر شیشه پنجره را شکست» دربرابر «شیشه پنجره شکسته شد») را برای یک فعل آشکار می‌سازد.

### واحدهای واژگانی
واحدهای واژگانی (وابسته به فرهنگ لغات)(به انگلیسی: Lexical units)، با کوته‌نوشت LU، اصول موضوعی، با رده جزء کلام خودشان، هستند، که یک قاب معنایی را فراخوانی می‌کنند. به زبان دیگر، موقعی که یک LU در یک جمله شناسایی گردد، آن LU خاص می‌تواند با قاب (های) خاص خود مرتبط گردد. برای هر قاب، تعداد زیادی LU مرتبط می‌تواند موجود باشد، و نیز قاب‌های زیادی می‌تواند موجود باشد که در یک LU خاص شریک هستند، این موضوع معمولاً در مورد LUهایی صحیح است که چندین معنای واژه ای دارند. در کنار قاب، هر واحد واژگانی با «عنصرهای قابی» خاص از طریق «جمله‌های مثال» که از قبل نشان‌گذاری شده‌اند، مرتبط می‌باشند.
مثال:
واحدهای واژگانی که قاب Complaining (قاب شکایت کردن) را فراخوانی می‌کنند، (یا به صورت دقیق تر نسخه‌های تصویری اختصاصی تر آن را فراخوانی می‌کنند)، شامل «شکایت کردن»، «غر زدن»، «نالیدن» و غیره است.

### جمله‌های مثال
قاب‌ها با «جمله‌های مثال» مرتبط می‌باشند، و «عناصر قاب» در داخل آن جمله‌ها نشان‌گذاری شده‌اند؛ بنابراین، جملهٔ
«او در سال ۴۶۰ پس از میلاد متولد شد»
با قاب Being_born، مرتبط است، در حالیکه «او» توسط «عنصر قاب» Child نشان‌گذاری شده‌است و «۴۶۰ پس از میلاد» به عنوان Time نشان‌گذاری شده‌است. (گزارش نشان‌گذاری شبکه قاب برای born.v را ببینید). از ابتدا، پروژه «شبکه قاب» متعهد بوده‌است که دنبال مدارکی در «استفاده زبان اصلی» بگردد، مثل مدارکی که در مجموعه متن‌هایی مثل مجموعه نوشته‌های ملی بریتانیا پیدا می‌شود). بر اساس «جمله‌های مثال»، ابزارهای برچسب‌گذاری نقش معنایی خودکار می‌توانند قاب‌ها را شناسایی کنند و «عناصر قاب» را در جمله‌های جدید نشان‌گذاری کنند.

### ظرفیت
شبکه قاب همچنین آماری در مورد ظرفیت قاب‌ها آشکار می‌کند، که بیانگر تعداد و محل عناصر قاب در داخل جمله‌های مثال می‌باشد. جملهٔ
او در سال ۴۶۰ پس از میلاد متولد شد. (She was born about AD 460)

در الگوی ظرفیتی زیر قرار می‌گیرد:
```
NP Ext, INI --, NP Dep

```

که دو بار در جمله‌های مثال در «شبکه قاب» رخ می‌دهد، اگر بخواهیم ذکر کنیم، در:
She was born about AD 460, daughter and granddaughter of Roman and Byzantine emperors, whose family had been prominent in Roman politics for over 700 years.
He was soon posted to north Africa, and never met their only child, a daughter born 8 June 1941.

### رابطه‌های قاب
بعلاوه شبکه قاب، «رابطه» بین قاب‌های مختلف را توسط رابطه‌ها (به انگلیسی: relations) در اختیار می‌گیرد. این رابطه‌ها شامل این موارد می‌باشد:
- ارث بری (به انگلیسی: Inheritance): موقعی که یک قاب نسخه خاص‌تری از قاب والد انتزاعی دیگر است. هر چیز که در مورد قاب والد صحیح است، باید در مورد قاب فرزند هم صحیح باشد، و یک تناظر بین عناصر قاب والد و عناصر قاب فرزند تعیین می‌شود.[۳]
- چشم‌اندازی کردن (به انگلیسی: Perspectivized_in): یک قاب خنثی (مثل Commerce_transfer-goods) به یک قاب با چشم‌انداز خاص، در یک سناریوی مشابه مرتبط است (مثلاً قاب Commerce_sell که چشم‌انداز فروشنده را در نظر می‌گیرد، یا قاب Commerce_buy ، که چشم‌انداز خریدار را در نظر می‌گیرد).[۳]
- زیرقاب (به انگلیسی: Subframe): بعضی از قاب‌ها مثل قاب Criminal_process با سناریوهای پیچیده‌ای ارجاع دارد که شامل حالت‌ها و وقایع منفردی هستند که می‌توانند توسط قاب‌های مجرا توصیف شوند، مثل قاب Arrest، Trial و غیره.[۳]
- جلوتر بودن (به انگلیسی: Precedes): رابطه جلوتر بودن، ترتیب زمانی که بین زیرقاب‌های یک سناریوی پیچیده برقرار است را در اختیار می‌گیرد.[۳]
- دلیل و آغازگر (به انگلیسی: Causative_of and Inchoative_of): این موضوع یک رابطه نسبتاً قاعده‌مند بین توصیف‌های بیانی (مثل قاب Position_on_a_scale ، در جمله مثال «او حقوق بالایی دارد») و توصیف‌های دلیلی (مثل قاب Cause_change_of_scalar_position ، در جمله مثال «او حقوقش را بالا برد») یا توصیف‌های آغازگر (مثل قاب Change_position_on_a_scale در جمله مثال «حقوقش اضافه شد») می‌باشد.[۳]
- استفاده کردن (به انگلیسی: Using): یک رابطه، که بین یک قاب برقرار است که به نحوی قاب دیگر را درگیر می‌کند. برای مثال قاب Judgment_communication هم از قاب Judgment و هم از قاب Statement استفاده می‌کند، اما از هیچ‌کدام از آنها ارث بری نمی‌کند، زیرا هیچ تناظر واضحی در عناصر قاب وجود ندارد.[۳]
- همچنین ببیند (به انگلیسی: See_also): قاب‌هایی را متصل می‌کند که باهم شباهت دارند، اما باید به دقت از هم متمایز گردند (تشخیص داده شوند).[۳]

## کاربردها
مفید بودن «شبکه قاب» در بعضی از کاربردهای محاسباتی اثبات شده‌است، زیرا رایانه‌ها به دانش اضافی نیاز دارند تا تشخیص دهنده که دو جمله «جعفر یک ماشین به مریم فروخت» و «مریم یک ماشین از جعفر خرید» به صورت اساسی یک وضعیت را توصیف می‌کنند، علی‌رغم آنکه این دو جمله از دو فعل کاملاً متفاوت و حرف اضافه متفاوت و ترتیب واژه متفاوت استفاده می‌کنند. از «شبکه قاب» در کاربردهایی مثل پاسخ‌گویی به سؤال، بازنویسی، تشخیص نتیجه متنی، و استخراج اطلاعات، هم به صورت مستقیم و هم توسط ابزارهای برچسب‌گذاری نقش معنایی استفاده می‌شود. اولین سیستم خودکار برای برچسب‌گذاری نقش معنایی (SRL که گاهی به آن به عنوان «تجزیه معنایی کم‌عمق» ارجاع می‌شود) توسط دانیل گیلدا و دانیل ژورافسکی بر اساس «شبکه قاب» در سال ۲۰۰۲ ایجاد شد. برچسب‌گذاری نقش معنایی از آن موقع تبدیل به یکی از وظایف استاندارد در پردازش زبان طبیعی شد، ویرایش نهایی «شبکه قاب» (ویرایش ۱٫۷)، امروزه کاملاً در جعبه‌ابزار زبان طبیعی پشتیبانی می‌شود.
از آنجاییکه قاب‌ها به صورت اساسی توصیف‌های معنایی هستند، این توصیف‌ها در بین «زبان‌های متفاوت»، مشابه می‌باشند. چندین پروژه در این سال‌ها ظهور کرده‌اند که متکی به «شبکه قاب اصلی» بوده‌اند. شبکه قاب اصلی مبنایی برای شبکه قاب‌های دیگر مثل غیر انگلیسی، مثلاً برای شبکه قاب «اسپانیایی»، «ژاپنی»، «آلمانی»، و «لهستانی» بوده‌است.